# Provincia Maryland
Provincia Maryland (engleză Province of Maryland) a fost una din coloniile britanice din America de Nord, care a existat ca entitate colonială între 1632 și 1776, când s-a alăturat celorlalte douăsprezece colonii ale Marii Britanii nord-americane, formând uniunea pre-statală numită adesea Treisprezece colonii, care au decis să se răscoale contra administrației coloniale pentru a forma ulterior noua republică federală Statele Unite ale Americii.  În decursul acelui proces, fosta colonie Maryland a devenit statul federal Maryland.

## Privire de ansamblu
Începuturile creării provinciei sunt legate de familia baronilor englezi Lords Baltimore, care doreau să creeze un "rai" pentru catolicii englezi în "Lumea Nouă".  Deși Maryland a fost locul propice al tolerării religioase timpurii din coloniile britanice ale Americii de Nord, totuși conflictele între anglicani, puritani, catolici și quakeri erau la ordinea zilei în acele timpuri.  Deloc surprinzător, puritanii rebeli au obținut controlul asupra coloniei, dar doar pentru o scurtă perioadă de timp, căci forțele catolice ale Lorzilor Baltimore au redobândit imediat controlul înapoi.  În timpul "Revoluției glorioase" din 1688, colonia a pierdut total suportul coroanei engleze, și deci controlul politic, căci regele Angliei însuși era protestant.  Familia Baltimore a obținut privilegiile inițiale doar după ce Charle Calvert, al 5-lea baron de Baltimore, a jurat public că este protestant.